# La Carlota (Negros Occidental)
La Carlota is een stad in de Filipijnse provincie Negros Occidental. Bij de laatste census in 2007 had de stad bijna 64 duizend inwoners.

## Geografie

### Bestuurlijke indeling
La Carlota is onderverdeeld in de volgende 14 barangays:
| - Ara-al - Ayungon - Balabag - Barangay I - Barangay II - Barangay III - Batuan | - Consuelo - Cubay - Haguimit - La Granja - Nagasi - San Miguel - Yubo |

## Demografie
La Carlota had bij de census van 2007 een inwoneraantal van 63.584 mensen. Dit zijn 7.176 mensen (12,7%) meer dan bij de vorige census van 2000. De gemiddelde jaarlijkse groei komt daarmee uit op 1,67%, hetgeen lager is dan het landelijk jaarlijks gemiddelde over deze periode (2,04%). Vergeleken met de census van 1995 is het aantal mensen met 7.170 (12,7%) toegenomen.

## Geboren in La Carlota
- Raul M. Gonzalez (3 december 1930), politicus;

Bacolod · Bago · Binalbagan · Cadiz · Calatrava · Candoni · Cauayan · Enrique B. Magalona · Escalante · Himamaylan · Hinigaran · Hinoba-an · Ilog · Isabela · Kabankalan · La Carlota · La Castellana · Manapla · Moises Padilla · Murcia · Pontevedra · Pulupandan · Sagay · Salvador Benedicto · San Carlos · San Enrique · Silay · Sipalay · Talisay · Toboso · Valladolid · Victorias